# Abadenavirae
Abadenavirae es un reino de virus ADN bicatenario perteneciente al dominio Varidnaviria, establecido por el ICTV para la clasificación de los virus que incluye nueve familias virales. El reino está conformado por virus que infectan bacterias o arqueas.

## Taxonomía
Incluye los siguientes órdenes y familias:
- Reino Abadenavirae
  - Familia Finnlakeviridae
  - Clase Belvinaviricetes
    - Familia Turriviridae
    - Familia Chacviridae
    - Familia Skuldviridae
    - Orden Vinavirales
      - Familia Corticoviridae
      - Familia Autolykiviridae
      - Familia Asemoviridae
      - Familia Mestraviridae
      - Familia Parnassusviridae